# Eberhard Faber

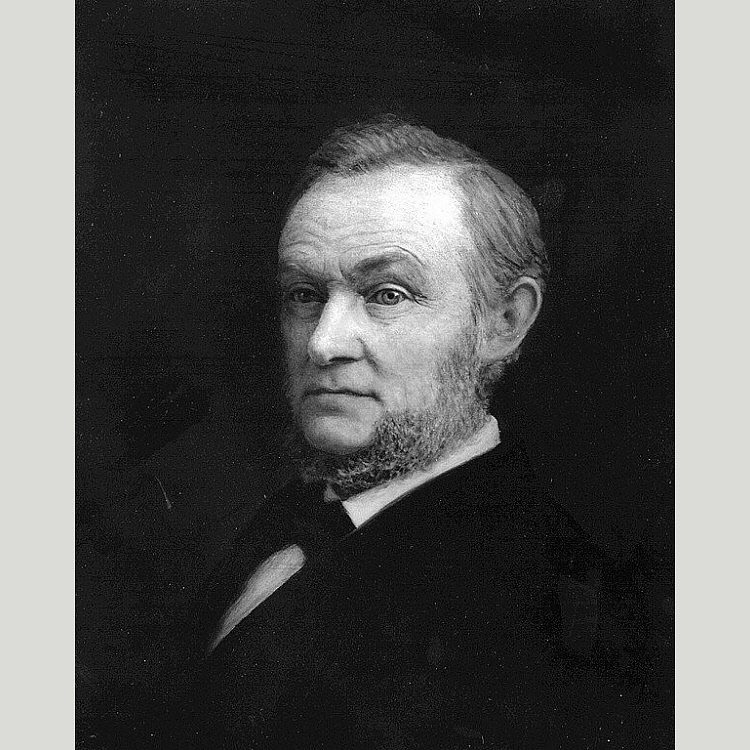
Eberhard Faber

Eberhard Faber (* 6. Dezember 1822 in Stein bei Nürnberg; † 2. März 1897 in New York) war ein deutscher Unternehmer, der in den Vereinigten Staaten die Leitung für die Außenstelle von A. W. Faber übernahm und die Firma Eberhard Faber gründete.

## Herkunft
Georg Leonhard Faber (1788–1839), Sohn von A. W. Faber, und Friederike Kupfer (1790–1845) hatten insgesamt zwei Töchter und drei Söhne. Dabei war Lothar der erste männliche Nachkomme und Eberhard ist am 6. Dezember 1822 in Stein als letztes der fünf Kinder geboren.

## Leben
Eberhard Faber studierte Rechtswissenschaft in Erlangen. Er zog 1849 nach Amerika, da er auf Wunsch seines älteren Bruders Lothar Faber die Leitung der neu gegründeten Niederlassung von A. W. Faber in New York übernahm. Er blieb im Kontakt mit seinem Bruder und baute die Marktposition von A. W. Faber in Amerika kontinuierlich aus.
Im Jahr 1855 heiratete er die aus München stammende Johanna „Jenny“ Haag (1835–1919). Im gleichen Jahr erwarb er Zedernwälder auf der Insel Cedar Key vor der Küste Floridas. Dieses wertvolle Zedernholz war eine wichtige Rohstoffquelle für die Stiftproduktion für A. W. Faber und wurde nach Deutschland zum Hauptwerk von A. W. Faber in Stein geschickt. Er baute dort zehn Jahre später auch ein Sägewerk, um vor Ort das Holz zerlegen lassen zu können und um dieses danach kostengünstig nach Deutschland exportieren zu können.
Eberhard Faber eröffnete 1861 mit finanzieller Unterstützung von seinem Bruder Lothar unter seinem Namen Eberhard Faber eine Bleistiftfabrikation Pencil Factory Eberhard Faber am East River in Brooklyn, um die hohen Einfuhrzölle nach Amerika einzusparen. Dort wurden einfache Sorten von Bleistiften kostengünstig hergestellt. Zudem gehörten zu seinem Sortiment Radierer und elastische Bänder. Jedoch hatten vor allem die Bleistifte mit integriertem Radiergummi wie z. B. der Mongol Pencil großen Erfolg in Amerika. Auch der Eberhard Faber Blackwing, der mit dem Slogan “half the pressure, twice the speed” mit herausnehmbarer Hülse beworben wurde, war ein beliebter Stift. Der Blackwing war sogar der Lieblingsstift von Chuck Jones. Des Weiteren wurde mit dem Slogan “Eberhard Faber – The Oldest Pencil Factory in America” geworben. Die teureren Stifte aus dem mittelfränkischen Stein wurden trotzdem weiterhin über die Agentur in New York vertrieben.
Nachdem ein Großbrand 1872 die erste Fabrik in Brooklyn am East River zerstört hatte, eröffnete er eine neue Fabrik auf der anderen Seite des Flusses in Greenpoint, in der bis 1956 produziert wurde und wo sich heute das Gebäude der Vereinten Nationen befindet.
Nach seinem Tod am 2. März 1879 übernahm sein erstgeborener Sohn John die Firmenleitung von Eberhard Faber.

## Nachkommen
Eberhards erstes Kind und älteste Tochter Bertha (1856–1940) heiratete ihren Cousin Freiherr Willhelm von Faber, aus deren Ehe Freiin Ottilie von Faber hervorging. Weitere Kinder waren Sofie (1857–1922), Eberhard II Johann „John“ (1859–1919), Lothar „Lolo“ (1861–1943), Luise „Lully“ (1866–1917) und Rosa „Rosi“ (1871–1908).